# Berta Ruck
Amy Roberta (Berta) Ruck (Murree, Punjab, Índia, 2 de agosto de 1878 - Aberdyfi, Wales, Reino Unido, 11 de agosto de 1978) foi uma escritora inglesa, que produziu mais de 80 livros, e diversos contos, ao longo de sua carreira literária.

## Biografia

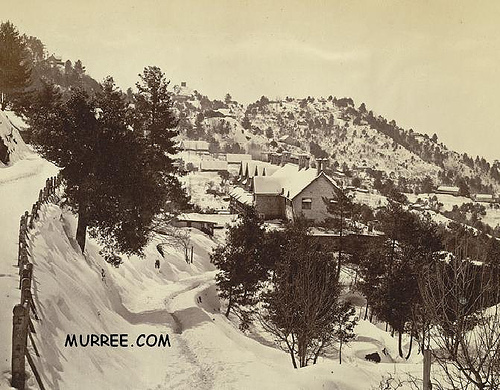
Murree, cidade natal de Berta Ruck, em 1865

Ruck nasceu na Índia, a mais velha entre os oito filhos de um oficial das forças armadas, o Tenente (posteriormente Coronel) Arthur Ashley Ruck (1847-1939) de Esgair e Pantlludw, Merioneth, e de Elizabeth Eleanor (nascida D'Arcy, 1852-1928).
Aos dois anos, Berta foi viver com sua avó em Merioneth, e seus pais retornaram à Índia para viver em Lancashire. A família mudou-se para Wales, quando então ela frequentou a escola em Bangor. Posteriormente, Berta estudou na “Lambeth School of Art”, “Slade School of Fine Art” (1901), e na “Académie Colarossi”, em Paris (1904-1905).
Em 1909, casou com o romancista Oliver Onions (1873-1961) (posteriormente ele trocou seu nome para George Oliver) e tiveram dois filhos, Arthur Oliver (nascido em 1912) e William Richard Oliver (1913 - 2007).
Faleceu poucos dias depois de fazer 100 anos, em 1978.

## Carreira literária

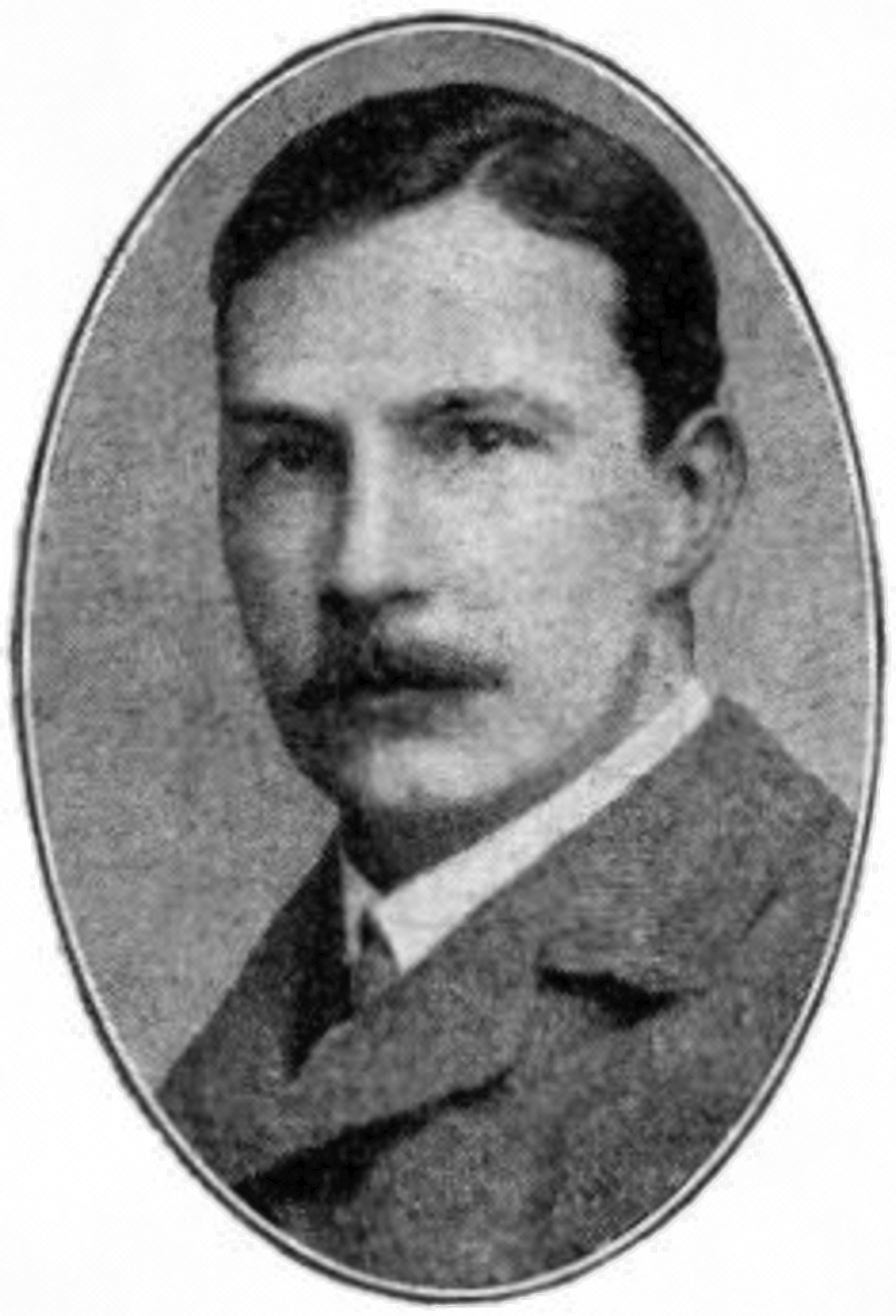
George Oliver Onions, marido de Berta Ruck, também escritor

Em 1903, Ruck começou sua carreira como ilustradora de revistas tais como The Idler e The Jabberwock. Em 1905, começou a contribuir com contos e séries para revistas como Home Chat. Uma das séries publicadas, “His Official Fiancée” (Londres, 1914), marcou o início do sucesso de Ruck como romancista popular. O romance foi filmado duas vezes: em 1919 (mudo) e em 1944 (Sueco).
Seu último romance, "Shopping for a Husband" (Londres, 1967), foi publicado quando ela tinha 90 anos. Publicou também uma autobiografia e alguns livros de memórias: "A Story-Teller Tells the Truth" (Londres, 1935), "A Smile for the Past" (Londres, 1959), "A Trickle of Welsh Blood" (Londres, 1967), "An Asset to Wales" (Londres, 1970), e "Ancestral Voices" (1972).
Nos últimos anos de vida, ela veio a público falando no rádio e, em 1970, apareceu em um documentário para a série de TV “Yesterday's Witness”.

## Obras principais
- His Official Fiancée (1914)
- The Wooing of Rosamund Fayre (1914)
- The Bridge of Kisses (1917)
- The Girl who Proposed (1918)
- Sir or Madam? (1923)
- Lucky in Love (1924)
- Kneel to the Prettiest (1925)
- The Immortal Girl (1925)
- The Pearl Thief (1926)
- Her Pirate Partner (1927)
- Money for One (1928)
- The Unkissed Bride (1929)
- One of the Chorus (1929)
- The Lap of Luxury (1931)
- A Star in Love (1935)
- A Story-teller Tells the Truth (1935)
- A Star in Love (1935)
- Sunshine Stealer: The Story of a Cruise (1935)
- Half-Past Kissing Time (1936)
- Spring Comes to Miss Lonely Heart (1936)
- Handmaid to Fame (1938)
- Out to Marry Money (1941)
- Intruder Marriage (1945)
- Surprise Engagement (1947)
- Tomboy in Lace (1947)
- Joyful Journey (1950)
- A Smile for the Past (1959)
- A Trickle of Welsh Blood (1967)
- An Assist to Wales (1970)
- Ancestral Voices (autobiográfico, 1972)

## Berta Ruck em língua portuguesa
Alguns romances de Berta Ruck foram publicados, no Brasil, entre os anos de 1940 e 1960, numa coleção intitulada “Biblioteca das Moças”, pela Companhia Editora Nacional, de São Paulo. Teve 15 títulos publicados num total de quase 180 títulos da coleção, que se tornou popular entre mulheres jovens:
- Sorte em Amor (nº 33 da coleção)
- Apuros de Uma Rica Herdeira (nº 55)
- A Esposa que não Foi Beijada (nº 58)
- Medo do Amor (nº 59)]
- A Ladra (nº 63)
- Cavadora de Ouro (nº 100)
- Torneio de Valsas (nº 102)
- Estranha Lua de Mel (nº 103, em 2 volumes)
- Dinheiro do Céu (nº 108)
- A Solteirona (nº 116)
- Amor Subconsciente (nº 128)
- A Noiva Oficial (nº 170)
- Fuga para o Amor (nº 171)
- Romance na Ribalta (nº 173)
- O Grande Dilema (nº 174)
- Amar Sem Conhecer (nº 175) - tradução de "The Admirer Unknown", por Lia Monteiro.